# 积金南站
积金南站是位于四川省德阳市中江县积金镇的一个铁路车站，邮政编码618109。车站建于2009年，有遂成铁路经过该站，现仅办货运业务，不办理客运业务。车站及其上下行区间均已电气化。隶属成都铁路局，是四等站。